# Rosolini
Rosolini település Olaszországban, Siracusa megyében. Lakosainak száma 20 577 fő (2023. január 1.). Rosolini Ragusa, Ispica, Noto és Modica községekkel határos.

## Népesség
A település népességének változása:
| Lakosok száma | 21 322 | 21 206 | 20 577 |
|               | 2017   | 2018   | 2023   |